# Pelignellus subnudus
Pelignellus subnudus är en tvåvingeart som beskrevs av Sturtevant och Wheeler 1954. Pelignellus subnudus ingår i släktet Pelignellus och familjen vattenflugor.
Artens utbredningsområde är Kalifornien. Inga underarter finns listade i Catalogue of Life.